# 마크 톰프슨

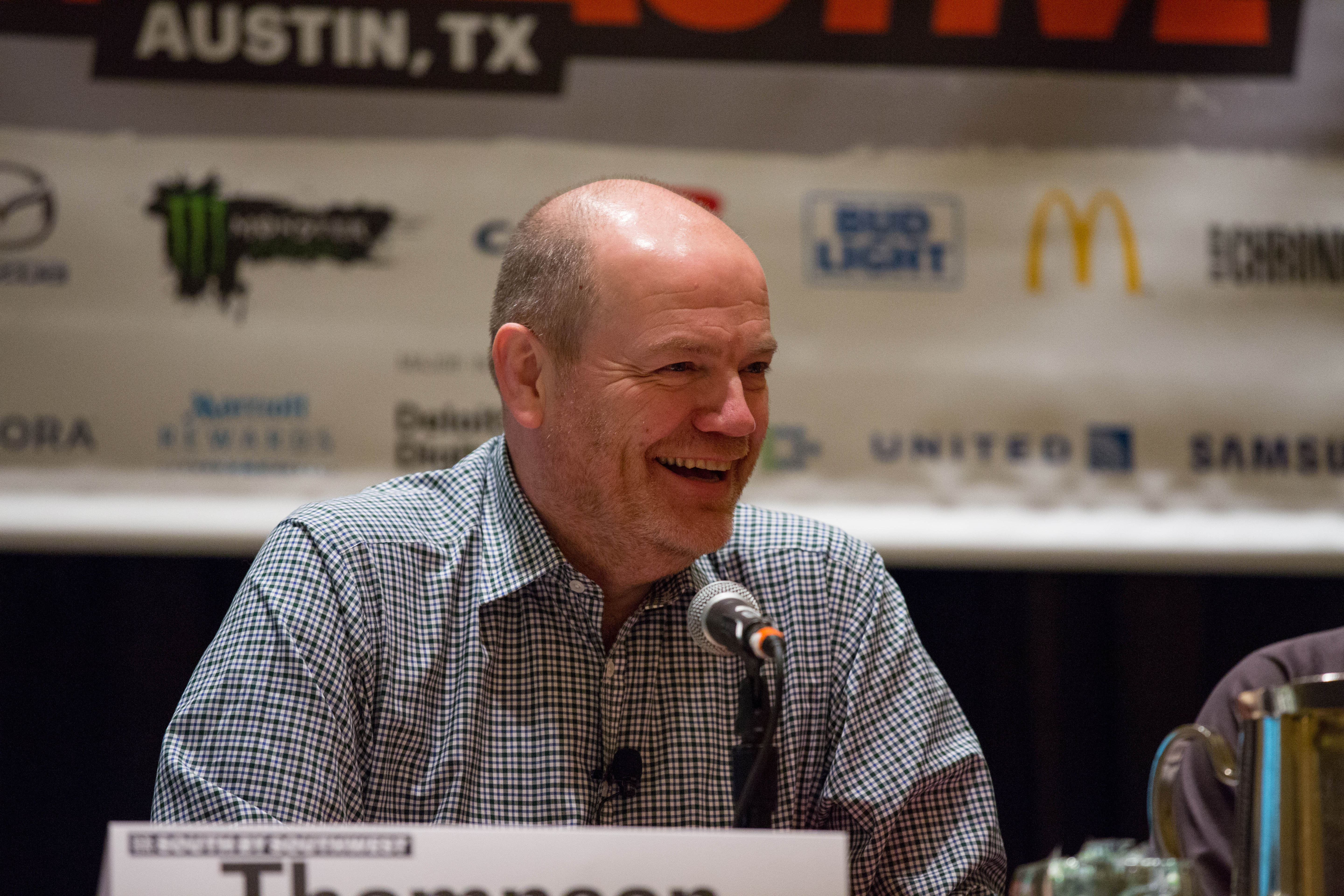

마크 톰프슨(Mark Thompson, 1957년 7월 31일 ~ )은 영국의 언론인이다. 2004년부터 2012년까지 BBC 사장을 역임했다. 뉴욕 타임즈 CEO로 내정, 2012년 11월 취임 예정이다.

## 생애
런던에서 태어나고 웰린가든시티에서 자랐다. 옥스퍼드 대학교 머턴 칼리지 졸업 후 1979년 BBC에 입사해 보도프로그램 편집장, BBC 사업 본부장을 역임했다. 2002년부터 2004년까지는 BBC를 떠나 민영방송 채널 4의 CEO로 일하다, 2004년 5월 21일부터 BBC 사장을 맡았다.